# نشيد إثيوبيا الوطني
نشيد إثيوبيا الوطني هو النشيد الوطني لدولة إثيوبيا.

## الكلمات بالعربية
إن احترام المواطنة قوي في إثيوبيا؛
إن الفخر الوطني يتلألأ من جانب إلى آخر.
من أجل السلام والعدالة وحرية الشعوب،
نحن متحدون في المساواة والحب.
نحن ثابتون على أساسنا، ولا نتجاهل الإنسانية؛
نحن أناس نعيش من خلال العمل.
رائعة هي مرحلة التقاليد، أصحاب التراث الفخور،
النعمة الطبيعية، أم لشعب شجاع.
سنحميك - لدينا واجب؛
يا إثيوبيا، عيشي! ودعينا نفخر بك!